# Критеріон (видавництво)
Критеріон (Kriterion) — видавництво в Румунії (Бухарест). 

## Історія
Заснована 1970 для видання художньої, дитячої літератури, фольклору, наукових досліджень мовами національних меншин країни (в тому числі українською), а також перекладів з цих мов на румунську. 
Українською мовою виходить серія «Мала бібліотека», в якій побачили світ твори Григорія Квітки-Основ’яненка, Тараса Шевченка, Марка Вовчка, Юрія Федьковича, Панаса Мирного, І. Франка, Лесі Українки, Василя Стефаника, Ольги Кобилянської, Павла Тичини, Максима Рильського, Володимира Сосюри та інших. 
В «Критеріоні» опубліковано «Антологію української класичної поезії» (1970), «З книги життя. Антологія українського класичного оповідання» (1972), твори Сильвестра Яричевського (т. 1—2, 1977—1978), збірки українського фольклору Румунії («Ой у саду-винограду», 1971; «Відгомін віків», 1973; «Ой ковала зозулечка», 1974; «На високій полонині», 1979; «Ой Дунаю, Дунаю», 1980, та інші), дослідження «Велика традиція. Українська класична література в порівняльному висвітленні» (1979) та «Шукання форми. Нариси з української літератури XX ст.» (1980), «Засади поетики» (1983) Магдалини Ласло-Куцюк, «Народження символу. Аспекти взаємодії обряду та обрядової поезії» Івана Ребошапки (1975). 
Румунською мовою видано збірку української поезії «Балада рідного краю» (1975), до якої ввійшли переклади віршів І. Ковача, М. Корсюка, К. Ірода, М. Михайлюка, М. Небеляка з передмовою румунського поета і перекладача І. Хоря.